# Karel Buchtela

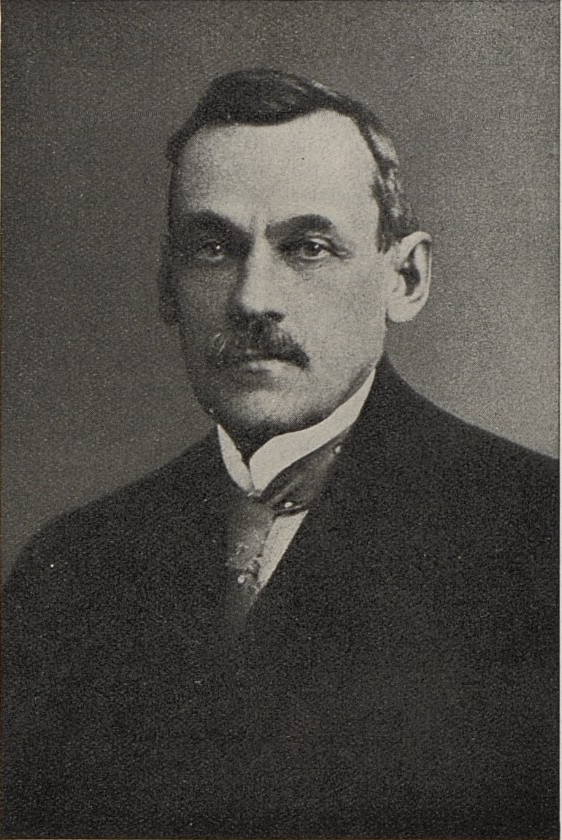
Karel Buchtela

Karel Buchtela, auch Karl Buchtela (* 6. März 1864 in Neupaulsdorf, Böhmen; † 19. März 1946 in Prag) war ein tschechischer prähistorischer Archäologe.
Karel Buchtela war Finanzoberrat und bekleidete von 1924 bis 1938 das Amt des Direktors des Staatlichen Archäologischen Instituts in Prag. Bei seinen Forschungen arbeitete er mit dem Prager Archäologen Lubor Niederle (1855–1944) zusammen. Buchtela betätigte sich als Ausgräber und veröffentlichte mehrere Fachpublikationen. Er prägte den Begriff Stichbandkeramik 1889.

## Publikationen
- mit Lubor Niederle: Rukověť české archaeologie. Laichter, Prag 1910, (Digitalisat).

| Personendaten    | Personendaten                            |
| ---------------- | ---------------------------------------- |
| NAME             | Buchtela, Karel                          |
| ALTERNATIVNAMEN  | Buchtela, Karl                           |
| KURZBESCHREIBUNG | tschechischer prähistorischer Archäologe |
| GEBURTSDATUM     | 6. März 1864                             |
| GEBURTSORT       | Neupaulsdorf, Böhmen                     |
| STERBEDATUM      | 19. März 1946                            |
| STERBEORT        | Prag                                     |